# Media corona (moneda)

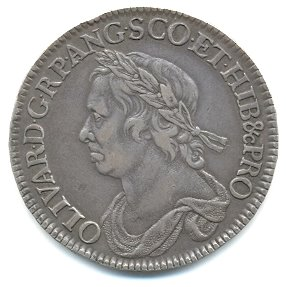
Media corona de Oliver Cromwell, 1658.

La moneda de media corona (2s 6d) es una denominación del antiguo sistema de las subunidades predecimales de la libra esterlina, £sd. Esta pieza era equivalente a un octavo de una libra, o sea, dos chelines y seis peniques y fue primeramente acuñada en 1549, durante el reinado de Enrique VIII. A excepción de los reinados de María I y Eduardo VIII, todos los monarcas desde Isabel I hasta Isabel II (reinado durante el cual se descontinuó en favor del sistema decimal, en el año 1970) acuñaron esta pieza de manera regular. 
La media corona fue desmonetizada (junto con las demás piezas del sistema pre-decimal) el 1 de enero de 1970, el año antes del Día de la decimalización. Durante el Interregno inglés de 1649-1660, los republicanos continuaron acuñando estas piezas con el escudo de armas de la Mancomunidad de Inglaterra, a pesar de la obvia relación de esta pieza con la monarquía depuesta. En 1653, cuando el Lord Protector Oliver Cromwell tomó el poder, se acuñaron, durante los cinco años que duró su dictadura, piezas con un retrato orientado a la izquierda de este. 
Una curiosidad de esta pieza, es que su valor (algo similar al caso de las monedas de media, una, dos y cinco guineas y sus sucesores, los soberanos) no fue expresado por escrito en la pieza, hasta más de trescientos años tras su introducción, durante la última modificación de los retratos de las piezas (los que hoy se conocen como los retratos Old Head o Busto Viejo) de la Reina Victoria, en 1893.
Debido a que históricamente la libra esterlina equivalía (hasta hacia fines de los años 1920) a aproximadamente cuatro dólares americanos con ochenta centavos, durante la primera parte del siglo XX la gente se refería a ella comúnmente como "medio dólar", hábito que persistió hasta fue retirada.

## Historia de la corona media por reinado

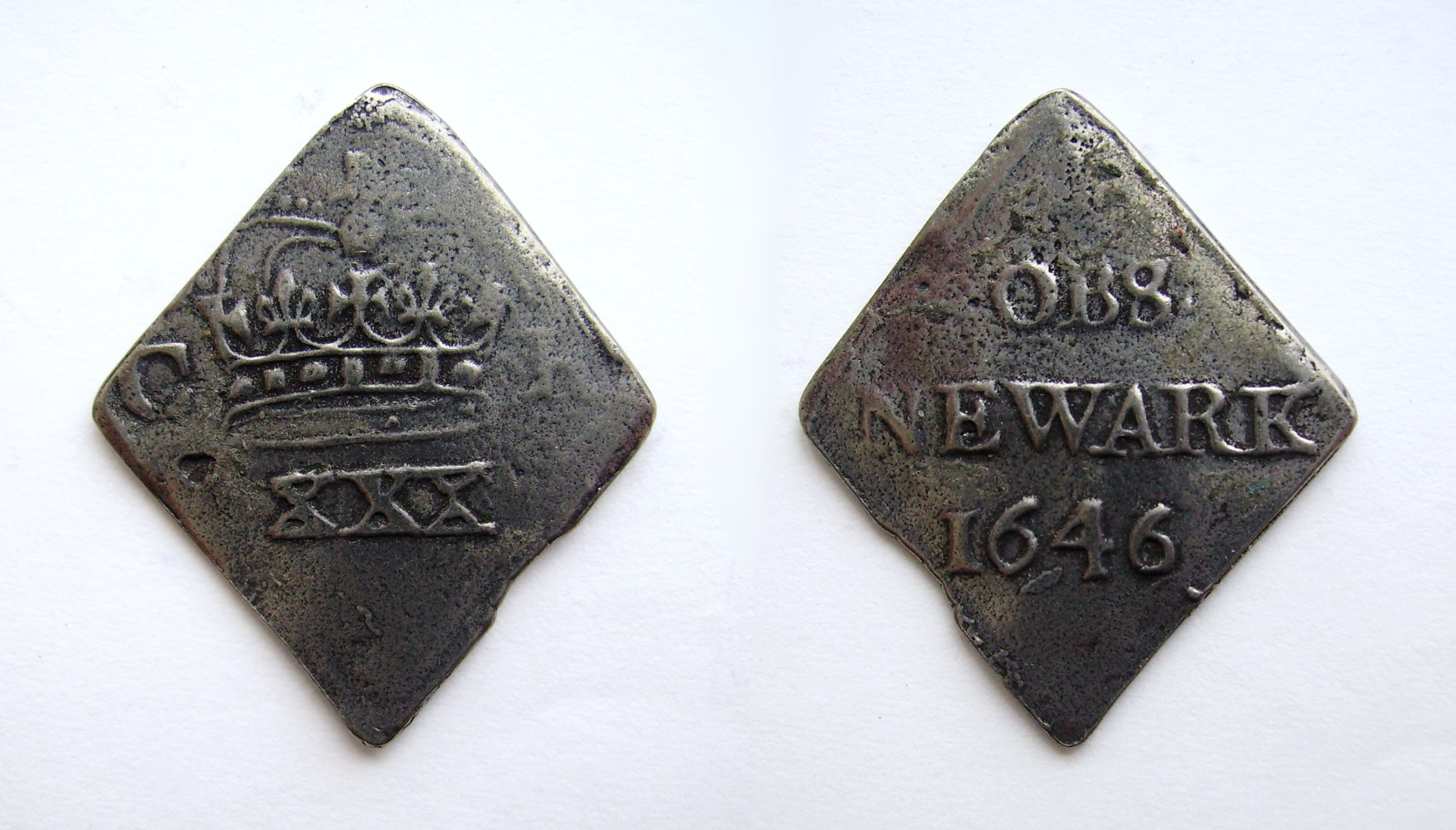
Media corona de Carlos I, 1646. Plata.

- Enrique VIII de Inglaterra; 1526: la primera media Corona inglesa fue acuñada en oro.
- Eduardo VI de Inglaterra: 1551: acuñó la primera media corona en plata. La moneda estaba fechada y mostraba al rey adolescente cabalgando un caballo.
- María I de Inglaterra; 1554: acuñada para conmemorar el matrimonio entre esta y el rey Felipe II de España (es extremadamente rara y solo se tiene constancia de la existencia de tres piezas de este tipo).
- Isabel I de Inglaterra; 1558-1603; Durante esta época se acuñaron medias coronas de oro, y, hacia el final del siglo XVI, también se acuñaban en plata.
- Jacobo I de Inglaterra y VI de Escocia; Se emitieron de nuevo medias coronas de oro. Durante el reinado se emitieron medias coronas de plata.
- Carlos I de Inglaterra; Se emitieron medias coronas de plata, incluidas las acuñadas como dinero obsidional, dinero de necesidad durante el periodo de la Guerra Civil.
- Mancomunidad de Inglaterra se emitieron medias coronas de plata con el retrato de Oliver Cromwell. Durante los años 1656 y 1658 se emitieron medias coronas fresadas de Oliver Cromwell.
- Carlos II de Inglaterra; 1663-1685: se emiten medias coronas de plata y en este periodo se acaba la emisión de medias coronas a martillo.
- Ana de Gran Bretaña 1702-1714: media corona de plata.
- Jorge I de Gran Bretaña 1714-1727: media corona de plata.
- Jorge II de Gran Bretaña 1727-1760: media corona de plata.
- Jorge III del Reino Unido 1760-1820: media corona de plata.
- Jorge IV del Reino Unido 1820-1830: media corona de plata.
- Guillermo IV del Reino Unido 1830-1837: media corona de plata.
- Victoria del Reino Unido 1837-1901: media corona de plata.
- Eduardo VII del Reino Unido 1902-1910: media corona de plata
- Jorge V del Reino Unido 1910-1936: media corona de plata, de Plata esterlina (92½% de plata) hasta 1919, luego 50% de plata.
- Eduardo VIII del Reino Unido 1936: media corona de plata al 50%. No se emitió para la circulación.
- Jorge VI del Reino Unido 1937-1952: se emitieron medias coronas de plata al 50% hasta 1946, cuando se cambió el metal por el cuproníquel.
- Isabel II del Reino Unido 1952-1970: la última media corona se emitió en 1970, poco antes de la decimalización.

## Medida y peso
Desde la Gran Reacuñación de 1816, durante el reinado de Jorge III, las monedas de media corona tenían un diámetro de 32 mm y un peso de 14.14 gramos (definido como 5⁄11 de una onza troy), dimensiones que conservó hasta que fue descontinuada en 1971.

## Acuñaciones
Las cifras de acuñación que figuran a continuación están tomadas de la publicación anual del Reino Unido COIN YEARBOOK. Las acuñaciones de prueba se indican en cursiva.
|             |                  |  |      |                   |
| Victoria    | (Jubileo)        |  |      |                   |
| 1887        | 1,438,046 1,084  |  | 1890 | 3,228,111         |
| 1888        | 1,428,787        |  | 1891 | 2,284,632         |
| 1889        | 4,811,954        |  | 1892 | 1,710,946         |
|             |                  |  |      |                   |
| Victoria    | (Old Head)       |  |      |                   |
| 1893        | 1,792,600 1,312  |  | 1898 | 1,870,055         |
| 1894        | 1,524,960        |  | 1899 | 2,865,872         |
| 1895        | 1,772,662        |  | 1900 | 4,479,128         |
| 1896        | 2,148,505        |  | 1901 | 1,516,570         |
| 1897        | 1,678,643        |  |      |                   |
|             |                  |  |      |                   |
| Eduardo VII |                  |  |      |                   |
| 1902        | 1,316,008 15,123 |  | 1907 | 3,693,930         |
| 1903        | 274,840          |  | 1908 | 1,758,889         |
| 1904        | 709,652          |  | 1909 | 3,051,592         |
| 1905        | 166,008          |  | 1910 | 2,557,685         |
| 1906        | 2,886,206        |  |      |                   |
|             |                  |  |      |                   |
| Jorge V     |                  |  |      |                   |
| 1911        | 2,914,573 6,007  |  | 1924 | 5,866,294         |
| 1912        | 4,700,789        |  | 1925 | 1,413,461         |
| 1913        | 4,090,169        |  | 1926 | 4,473,516         |
| 1914        | 18,333,003       |  | 1927 | 6,837,872 15,000  |
| 1915        | 32,433,066       |  | 1928 | 18,762,727        |
| 1916        | 29,530,020       |  | 1929 | 17,632,636        |
| 1917        | 11,172,052       |  | 1930 | 809,051           |
| 1918        | 29,079,592       |  | 1931 | 11,264,468        |
| 1919        | 10,266,737       |  | 1932 | 4,793,643         |
| 1920        | 17,982,077       |  | 1933 | 10,311,494        |
| 1921        | 23,677,889       |  | 1934 | 2,422,399         |
| 1922        | 16,396,724       |  | 1935 | 7,022,216         |
| 1923        | 26,308,526       |  | 1936 | 7,039,423         |
|             |                  |  |      |                   |
| Jorge VI    |                  |  |      |                   |
| 1937        | 9,106,440 26,402 |  | 1945 | 19,849,242        |
| 1938        | 6,426,478        |  | 1946 | 22,724,873        |
| 1939        | 15,478,635       |  | 1947 | 21,911,484        |
| 1940        | 17,948,439       |  | 1948 | 71,164,703        |
| 1941        | 15,773,984       |  | 1949 | 28,272,512        |
| 1942        | 31,220,090       |  | 1950 | 28,335,500 17,513 |
| 1943        | 15,462,875       |  | 1951 | 9,003,520 20,000  |
| 1944        | 15,255,165       |  | 1952 | 1                 |
|             |                  |  |      |                   |
| Isabel II   |                  |  |      |                   |
| 1953        | 4,333,214 40,000 |  | 1961 | 25,887,897        |
| 1954        | 11,614,953       |  | 1962 | 24,013,312        |
| 1955        | 23,628,726       |  | 1963 | 17,625,200        |
| 1956        | 33,934,909       |  | 1964 | 5,973,600         |
| 1957        | 34,200,563       |  | 1965 | 9,778,440         |
| 1958        | 15,745,668       |  | 1966 | 13,375,200        |
| 1959        | 9,028,844        |  | 1967 | 33,058,400        |
| 1960        | 19,929,191       |  | 1970 | 750,000           |

## Galería

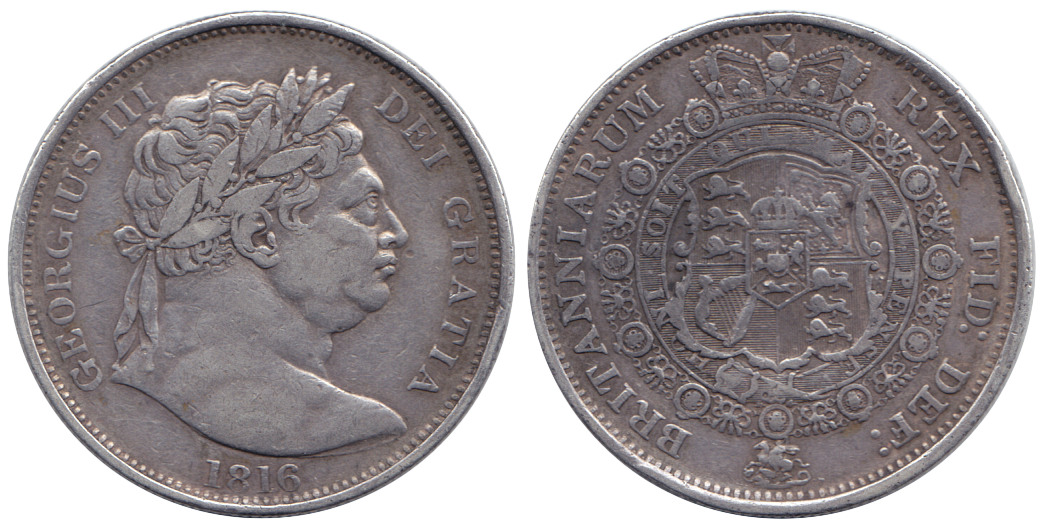
Media corona de Jorge III, 1816. Plata.
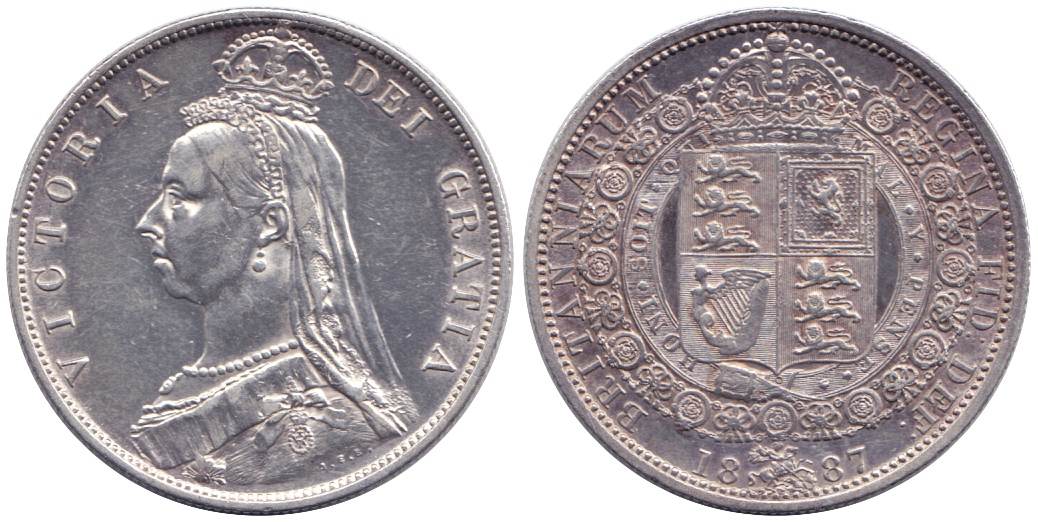
Media corona de la reina Victoria, 1887. Plata.
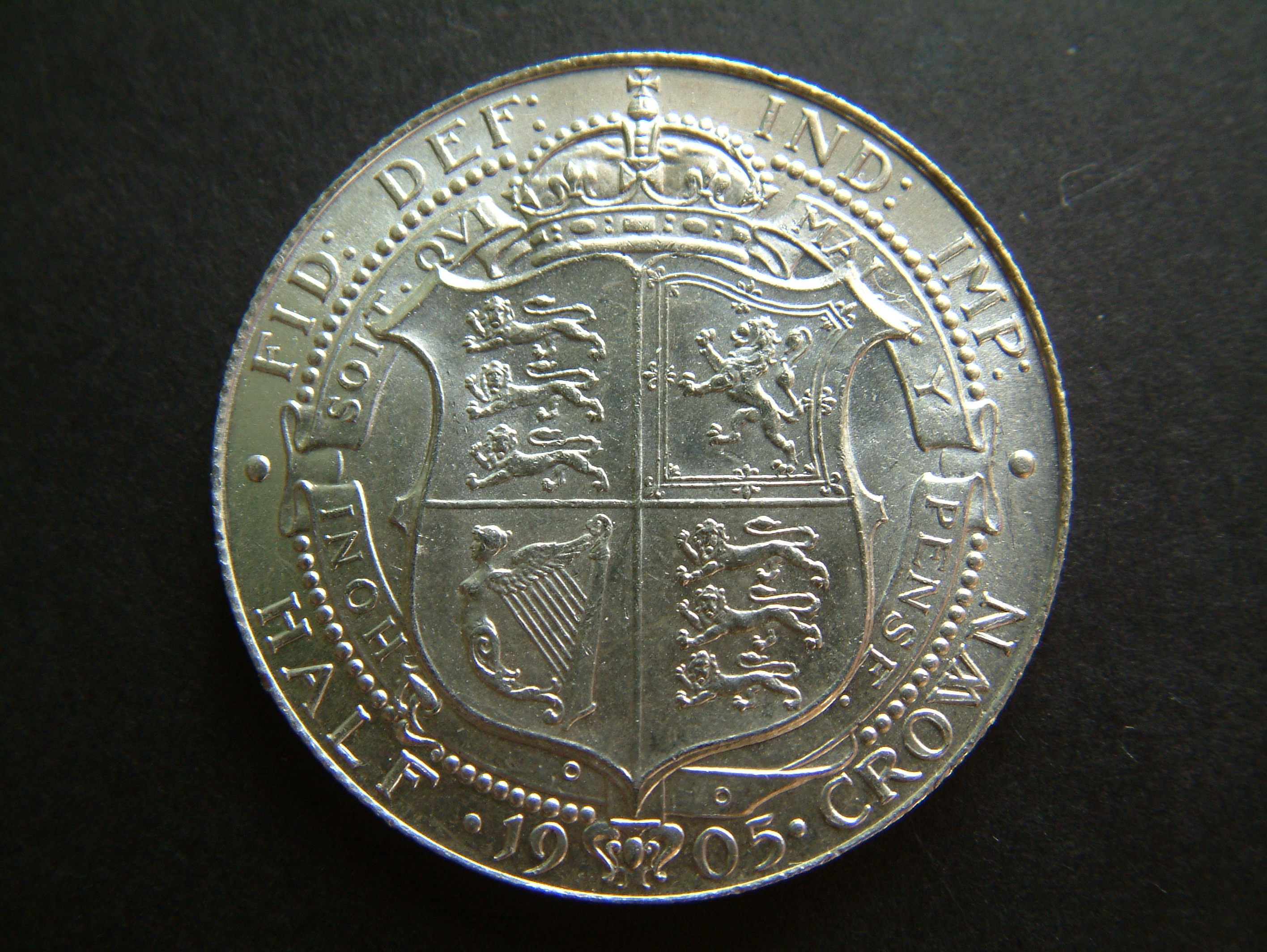
Reverso de una Media Corona de 1905, del Rey Eduardo VII
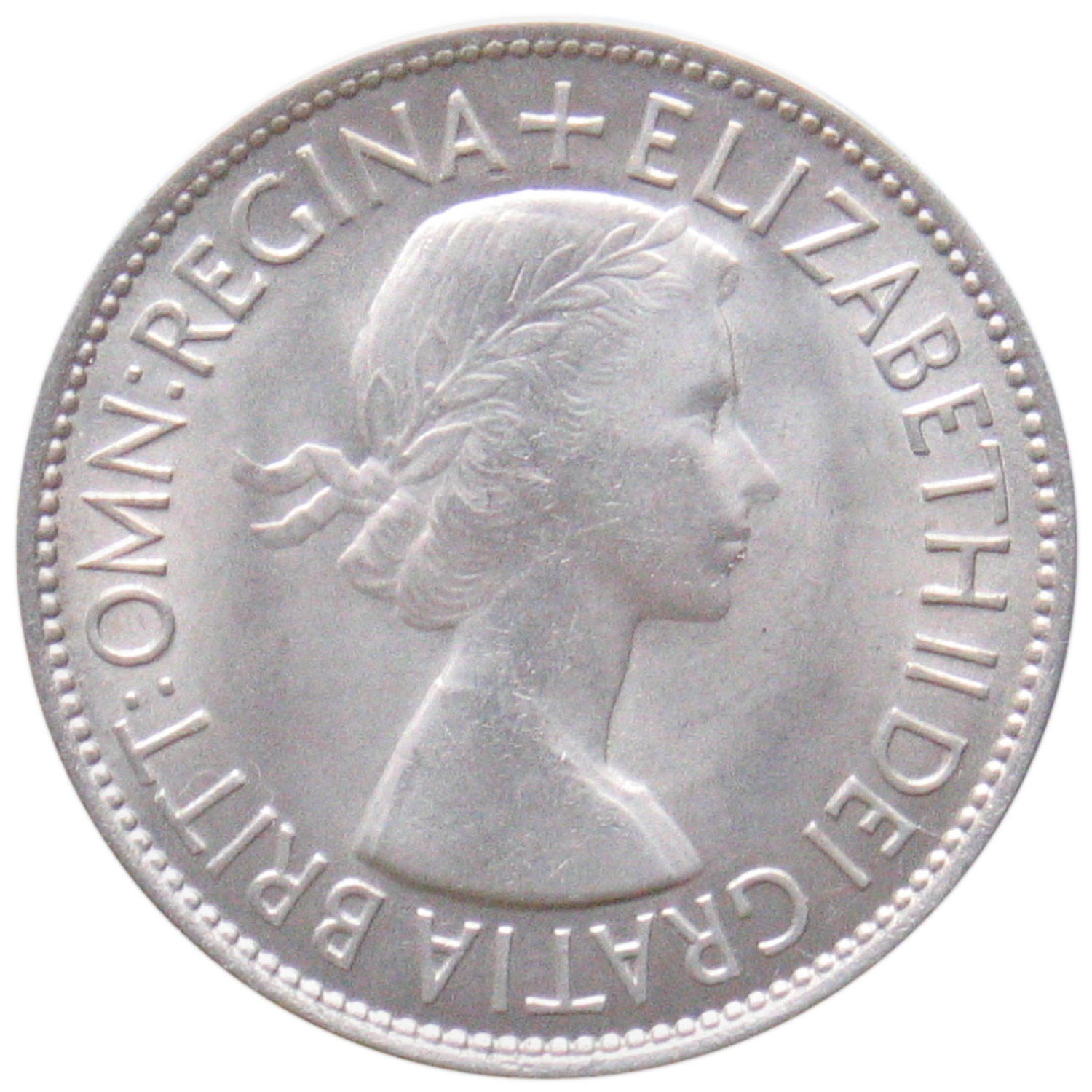
Anverso de una Media Corona del año 1953, de la Reina Isabel II.
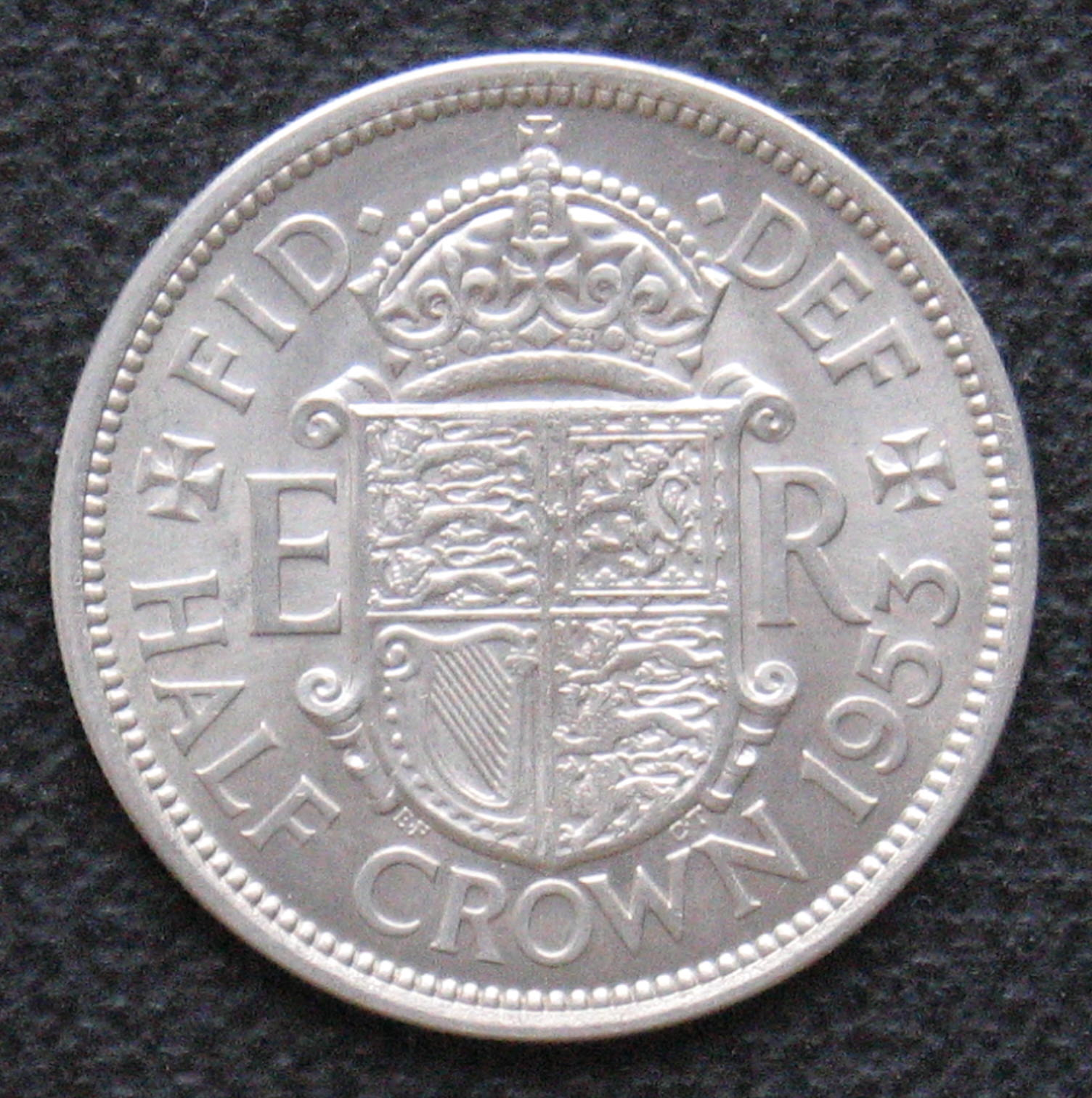
Reverso de una Media Corona del año 1953, de la Reina Isabel II